# Alain Bruno Bongotouté
Alain Bruno Bongotouté (Berbérati, 9 febbraio 1972) è un ex calciatore centrafricano, di ruolo difensore.

## Carriera

### Club
Dal 2004 al 2021 ha vestito solo la maglia dell'Olympic Real de Bangui, squadra del suo paese.

### Nazionale
Con la Nazionale centrafricana conta 4 presenze.